# آرامگاه بی‌بی حور و بی‌بی نور
مزار بی بی حور و بی بی نور مربوط به اواخر دوره قاجار است و در شهرستان خواف، میدان امام خمینی، خیابان شهاب، شهاب ۶، جنب مسجد مولانا مطهری واقع شده و این اثر در تاریخ ۱۸ اسفند ۱۳۸۷ با شمارهٔ ثبت ۲۴۹۹۹ به‌عنوان یکی از آثار ملی ایران به ثبت رسیده است. 